# Nuabu
Nuabu (w transliteracji z pisma klinowego Nu-a-bu) – król Asyrii, w Asyryjskiej liście królów wymieniony jako jeden z 17 królów, którzy mieszkali w namiotach.